# Robert Huber
Robert Huber (Monaco di Baviera, 20 febbraio 1937) è un chimico tedesco.
Ottenne il premio Nobel per la chimica nel 1988, insieme a Johann Deisenhofer e Hartmut Michel per «la determinazione della struttura tridimensionale di un centro di reazione fotosintetico».
Robert Huber ha profondamente influenzato la comprensione della fotosintesi con il suo lavoro teorico e pratico sulla radio-cristallografia delle proteine.